# DDoS-Abschwächung
Eine DDoS-Abschwächung ist eine Reihe von Netzwerk-Verwaltungstechniken und/oder Werkzeugen, um die Auswirkungen einer verteilten Dienstverweigerungs-Attacke (englisch distributed denial-of-service, DDoS) auf mit dem Internet verbundenen Netzwerken zu überstehen oder abzuwehren, indem Ziele und Relay-Netzwerke geschützt werden.

## Wirkungsweise
DDoS-Abschwächung funktioniert, indem die Grundbedingungen für den Netzwerkverkehr identifiziert und deren „Verkehrsmuster“ analysiert wird, um Gefahren zu entdecken und zu alarmieren. DDoS-Abschwächung muss auch einkommenden Verkehr identifizieren, um menschliche Zugriffe von menschenähnlichen Robotern und gekaperten Webbrowsern zu unterscheiden. Es ist auch wichtig zu bedenken, dass eine Abschwächung nicht auf code-basierter Software funktioniert. Dieser Prozess beinhaltet das Vergleichen von Signaturen und das Untersuchen von verschiedenen Attributen des Verkehrs, inklusive IP-Adressen, Cookie-Verschiedenheiten, HTTP-Headern und Browser-Fingerabdrücken.
Nachdem eine Gefahr erkannt wurde, ist der nächste Schritt die Filterung. Filterung kann durch Anti-DDoS-Technologien, wie Verbindungsverfolgung, IP-Reputationslisten, Deep Packet Inspection, Blacklisting/Whitelisting oder Durchsatzratenbegrenzung erledigt werden.
Eine Technik ist, den Netzwerkverkehr, der an ein potenzielles Zielnetzwerk gerichtet ist, über Hochleistungsnetzwerke mit „Traffic Scrubbing“-Filtern weiterzuleiten.
Manuelle DDoS-Abschwächung wird nicht mehr empfohlen, aufgrund der Größe der Angriffe, die in vielen Firmen/Organisationen oft die verfügbaren Humanressourcen übersteigt. Andere Methoden zur Verhinderung von DDoS-Angriffen können implementiert werden, beispielsweise lokale und/oder cloudbasierte Lösungsanbieter. Lokale Schadensbegrenzungstechnologie (meistens ein Hardware-Gerät) ist oft vor dem Netzwerk platziert. Das würde die maximale Bandbreite auf die vom Internetdienstanbieter vorgesehene begrenzen. Häufige Methoden sind Hybrid-Lösungen, indem lokale Filterung und cloud-basierte Lösungen kombiniert werden.

## Angriffsmethoden
DDoS-Attacken sind eine konstante Gefahr auf Geschäfte und Organisationen, da sie die Leistungen von Diensten verzögern, oder eine Website komplett abschalten.
Sie werden gegen Internetseiten und Netzwerken von ausgewählten Opfern ausgeführt. Eine Reihe von Anbietern bieten „DDoS-resistente“ Hosting-Dienste an, die meist auf ähnlichen Techniken wie Content-Delivery-Netzwerken basieren. Die Verteilung vermeidet einen einzigen Staupunkt und verhindert, dass sich der DDoS-Angriff auf ein einzelnes Ziel konzentriert.
Eine Technik von DDoS-Angriffen ist, falsch konfigurierte Drittanbieter-Netzwerke mit Hilfe von Verstärkung von gefälschten UDP-Paketen zu attackieren. Die ordnungsgemäße Konfiguration der Netzwerkausrüstung, die Eingangs- und Ausgangsfilterung ermöglicht, wie in BCP 38 und RFC 6959 dokumentiert, verhindert Verstärkung und Spoofing und reduziert so die Anzahl der für Angreifer verfügbaren Relay-Netzwerke.

## Abschwächungsmethoden
- Verwenden des Client-Puzzle-Protokolls oder des Guided-Tour-Puzzle-Protokolls
- Nutzung des Content Delivery Network
- Blacklisting von IP-Adressen
- Verwenden eines Intrusion-Erkennungs-Systems und Firewall